# استخوان ساق پا

اسکلت کبوتر ; شماره‌های ۱۰ و ۱۱ نشان‌دهندهٔ استخوان ساق پا (تیبیوتارسوس) است

استخوان ساق پا (به لاتین: Tibiotarsus)، استخوان بزرگی بین استخوان ران و استخوان مچی‌کفی در پای پرنده است. این آمیختگی بخش پروگزیمال استخوان‌های مچ پا (تارسوس) با استخوان درشت نی است.
ساختار مشابهی نیز در میانه‌زیستی دایناسور ناجوردندان رخ داده‌است. این دایناسورهای کوچک پرنده‌کفلان ارتباطی با پرندگان نداشتند و شباهت استخوان‌های پای آنها به بهترین وجه با تکامل همگرا توضیح داده می‌شود.

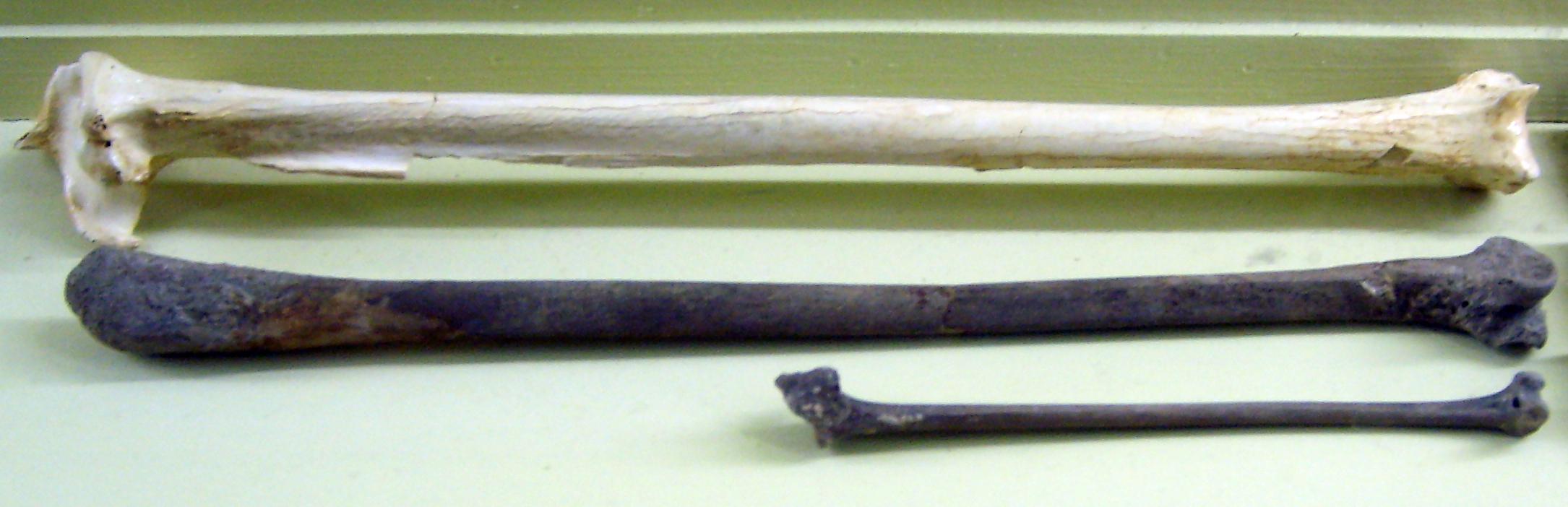
استخوان ساق پا در درنای کوبایی Grus cubensis, Propelargus edwardsi، و Palaelodus gracilipes در موزه für Naturkunde، برلین